# Litocalliopsis
Litocalliopsis is een geslacht van vliesvleugelige insecten uit de familie Andrenidae

## Soorten
- L. adesmiae Roig-Alsina & Compagnucci, 2003